# Перфтороктансульфоновая кислота
Перфтороктансульфоновая кислота (ПФОСК, перфтороктансульфокислота, перфтороктансульфонат, PFOS) — синтетическая кислота, широко применяемая в различных областях промышленности.

## Химическая структура
Так же, как и другие перфторуглеводороды, фрагмент C8F17 отталкивает воду, в то время как остаток сульфоновой кислоты делает её молекулу полярной, и способствует растворимости в воде.

## Применение
Соли с этим анионом используются в качестве ПАВ.
Перфтороктансульфонат (англ. Perfluorooctane Sulphonate, PFOS) — соль перфтороктансульфокислоты. Применяется в производстве металлопокрытий, средств тушения огня, в фотографии, в производстве полупроводников и литографии, а также в производстве авиационных гидравлических жидкостей. Промышленность Евросоюза потребляет свыше 12 тонн PFOS в год.

## Биологические эффекты
PFOS рассматривается как стойкий органический загрязнитель окружающей среды.
Чрезвычайно стабильная в окружающей среде, перфтороктансульфоновая кислота практически не поддаётся биоразложению. В 1997 году следовые количества PFOS были найдены в тканях белых медведей, дельфинов, альбатросов, а также в крови людей со всех континентов. Относится к токсичным соединениям.

### Токсичность
Проведена оценка токсичности кислоты (называемой в тексте по её производному, Perfluorooctane Sulphonate — PFOS).
Испытания на крысах показали, что он распределяется главным образом в сыворотке и печени и не участвует в последующем метаболизме. Концентрация увеличивается с дозой. Усвоение 86 % дозы (4.2 мг/кг с пищей) происходит за 24-48 часов. Из организма человека выводится крайне медленно — от 2 лет до 21 года (у крыс — за 200 дней). Накапливается в организме.
90-дневные испытания на крысах, которых кормили дозой от 2 мг/кг/день, повлекли за собой многочисленные нарушения жизненных функций, потерю веса, конвульсии и смерть. Также были произведены исследования влияния токсичности PFOS на эмбрионы крыс и кроликов. При дозах 5 мг/кг/день наблюдалось уменьшение эмбриональной массы тела и изменения скелета. В результате была определена доза отсутствия токсического воздействия — 0.1 мг/кг/день и доза малого токсического воздействия — 1.0 мг/кг/день.

### Канцерогенность
Доказаны канцерогенные свойства. Их подтверждает 37-летняя статистика смертей рабочих на заводе компании 3M в Алабаме. Согласно этой статистике, вероятность заболевания раком мочевого пузыря увеличилась в 13 раз. С 2001 3M отказалась от применения PFOS в своих товарах.